# Медкоедово
Медкоедово — деревня в составе Немского района Кировской области. 

## География
Находится на расстоянии примерно 10 километров по прямой на восток от районного центра поселка Нема.

## История
Деревня известна с 1727 года как починок Мехкоедов, в 1764 году отмечено 9 жителей. В 1873 году учтено дворов 44 и жителей 247, в 1905 55 и 368, в 1926 89 и 408, в 1950 68 и 220 соответственно, в 1989 3 жителя . До 2021 года входила в Немское сельское поселение Немского района, ныне непосредственно в составе Немского района.

## Население
Постоянное население  составляло 6 человек (русские 100%) в 2002 году, 5 в 2010.